# 63e parallèle nord
Pour les articles homonymes, voir 63e parallèle.
En géographie, le 63e parallèle nord est le parallèle joignant les points de la surface de la Terre dont la latitude est égale à 63° nord.

## Géographie

### Dimensions
Dans le système géodésique WGS 84, au niveau de 63° de latitude nord, un degré de longitude équivaut à 50,673 km ; la longueur totale du parallèle est donc de 18 242 km, soit environ  45,5% de celle de l'équateur. Il en est distant de 6 988 km et du pôle Nord de 3 014 km,.
Comme tous les autres parallèles à part l'équateur, le 63e parallèle nord n'est pas un grand cercle et n'est donc pas la plus courte distance entre deux points, même situés à la même latitude. Par exemple, en suivant le parallèle, la distance parcourue entre deux points de longitude opposée est 9 121 km ; en suivant un grand cercle (qui passe alors par le pôle nord), elle n'est que de 6 028 km.

### Durée du jour
À cette latitude, le soleil est visible pendant 20 heures et 19 minutes au solstice d'été, et 4 heures et 42 minutes au solstice d'hiver.